# Protoptila spangleri
Protoptila spangleri är en nattsländeart som beskrevs av Oliver S. Flint Jr. 1967. Protoptila spangleri ingår i släktet Protoptila och familjen stenhusnattsländor. Inga underarter finns listade i Catalogue of Life.